# Bakunyū

Ilustração de bakunyū.

Bakunyū (爆乳) é um gênero da pornografia japonesa que enfatiza as mulheres com seios grandes. O termo pode ser traduzido como “seios explosivos”. Bakunyū é um sub-gênero de mangás e animes hentais. É no Japão uma aposta certa do imaginário erótico do mangá, uma época eclipsada pela moda do lolicon, mas que ressurgiu a partir dos anos 1990.